# Gateway Motorsports Park
Il Gateway Motorsports Park (conosciuto anche con il nome di World Wide Technology Raceway per motivi di sponsorizzazione) è un circuito della città di Madison, in Illinois (Stati Uniti), costruito nelle vicinanze di St. Louis e del Gateway Arch. La struttura consiste di un ovale lungo 1,25 miglia (pari a 2,012 km) che ospita gare delle NASCAR Cup Series, delle NASCAR Craftsman Truck Series e delle IndyCar Series, e un normale circuito interno lungo 2 miglia (pari a 3,219 km) utilizzato per gare della SpeedTour Trans-Am, della SCCA e del Porsche Club of America. A questi due circuiti si aggiungono la drag strip lunga 0,25 miglia per l'annuale evento delle NHRA Mission Foods Drag Racing Series e il Kartplex (un circuito per i go-kart).
Il primo evento di rilevanza nazionale ad essere ospitato sulla pista è stata una gara delle CART Series il 24 maggio 1997, il giorno precedente alla Indianapolis 500 della Indy Racing League, per non sovrapporsi con una delle gare più seguite di tutti gli Stati Uniti.
Nel 1998 il Gateway International Raceway viene ceduto alla Dover Motorsports, una società che gestisce altri impianti motoristici (a Memphis, Nashville e, appunto, a Dover) che però, il 3 novembre 2010, decide di chiudere l'impianto. L'8 settembre 2011 l'ex-pilota e imprenditore edile Curtis Francois (originario della vicina St. Louis) acquista l'impianto e lo riapre alle corse rinominandolo "Gateway Motorsports Park", salvando l'impianto dal completo abbandono. Attualmente, oltre agli eventi motoristici, vi si tiene anche il Confluence Music Festival.

## Storia

### La pista precedente
Nel 1967, nell'attuale luogo dove è costruito il Gateway Motorsports Park, Wayne e Ruth Meinert costruiscono una drag strip su una proprietà originariamente posseduta da David Bergfield. Inizialmente lunga 0,125 miglia (0,201 km), la pista viene ulteriormente allungata nel 1971 fino ad arrivare al quarto di miglio. La zona dove viene costruita la drag strip era in origine un terreno paludosa nei pressi del fiume Mississippi, per cui la pista viene immediatamente soprannimonata "The Swamp" ("la palude").
Per tutti gli anni '70 la pista ospita eventi di drag racing. Tuttavia, all'inizio degli anni '80, comincia ad esserci l'interesse per la costruzione di una vera e propria pista. Nel 1985 il proprietario dell'impianto di allora, Jody Trover, reperisce i capitali necessari e costruisce un circuito di asfalto di 2,6 miglia (4,184 km) ed uno più piccolo di poco superiore al miglio. Il circuito, che ingloba la vecchia drag strip (tra le curve 4 e 5 e nel rettilineo del traguardo), ha una larghezza di 30 piedi (9,1 m), ospita 55 box in una pit lane lunga 880 piedi (270 m) e può ufficialmente ospitare 52.000 spettatori. In questo circuito vengono ospitate diverse corse del circuito ARCA, IMSA e le neonate Trans-Am Series. Sempre nell'impianto viene anche realizzata una pista in terra battuta di 0,05 miglia (80 m) per ospitare gare ed eventi per le midget car.

### La pista attuale
Nel 1994 l'impianto viene acquistato da Chris Pook (impresario e promoter del Grand Prix di Long Beach) per un valore di 21,5 milioni di dollari. Il nuovo proprietario demolisce tutte le piste esistenti nel biennio 1995-1996 per realizzare un ovale e una nuova drag strip con dei lavori costati ben 25 milioni di dollari.
La pista attuale consiste di un ovale lungo 1,250 miglia (2,012 km) caratterizzata da un banking sempre differente in ognuna delle quattro curve. Il secondo rettilineo è stato costruito seguendo il profilo dell'adiacente Illinois Route 203, costringendo ad avere le curve 1 e 2 con un raggio più stretto rispetto alle curve 3 e 4 (ricordando gli ovali presenti nel leggendario Darlington Raceway o in quello del circuito di Motegi).
Nello spazio interno all'ovale è stata costruita un normale circuito lungo 2 miglia (3,219 km).

## Competizioni

### Corse attualmente organizzate
- NASCAR Cup Series
  - Enjoy Illinois 300 (2022-oggi)
- NASCAR Craftsman Truck Series
  - Toyota 200 presented by CK Power (1998-2010, 2014-oggi)
- IndyCar Series
  - Bommarito Automotive Group 500 (2001-2003, 2017-oggi)
- Indy NXT
  - Mazda St. Louis Indy Lights Oval Challenge (1997-1998, 2000-2003, 2017-oggi)
- NHRA Mission Foods Drag Racing Series
  - NHRA Midwest Nationals (1997-2010, 2012-oggi)
- NHRA Lucas Oil Drag Racing Series
- Formula Drift (2018-oggi)
- Trans-Am Series (1985, 2023-oggi)
- USAC Silver Crown Champ Car Series (1997-2001, 2013-2014, 2016, 2022)

## Record

### Qualifica
- NASCAR Cup Series:  Michael McDowell - 32.318 secondi (2024)
- NASCAR Xfinity Series:  Brad Keselowski e  Reed Sorenson - 33.158 secondi (2009)
- NASCAR Craftsman Truck Series:  Grant Enfinger - 32.405 secondi (2018)

### Gara
- NASCAR Cup Series:  Ryan Blaney - 33.144 secondi (2023)
- NASCAR Craftsman Truck Series:  Noah Gragson - 32.815 secondi (2018)
- IndyCar:  Josef Newgarden - 24.6317 secondi (2017)
- CART:  Dario Franchitti - 25.312 secondi (1997)